# Joaquín Sosa
Joaquín Sosa, (Caracas 1785- alrededor de 1840) fue maestro de pintor y dorador venezolano durante la primera mitad del siglo XIX.

## Biografía
Se poseen pocos datos sobre este artista. Según un padrón del Ayuntamiento de Caracas fechado en 1818, Joaquín Sosa nació en 1785. Sobre su muerte, Ramón De la Plaza indica que al fallecer, Antonio José Carranza fue nombrado profesor en la Escuela de Dibujo donde Sosa fue el primer director, es decir, hacia 1839-1840. Carlos F. Duarte señala que debió ser posterior a 1847, al basarse en la filacteria del retrato de sor María Paula, donde se señala que ésta sustituyó a sor Juana en 1829 y que vivió hasta 1847. 
Sosa contrae matrimonio con Merced Medina hacia 1812 y ese mismo año nace su hija Merced Sosa; su segunda hija Ana Sosa nace en 1816. En los documentos de la época es mencionado como pardo libre.
Sosa se forma en las clases privadas de pintura y dibujo que dictó el italiano Onofre Padroni en su paso por Caracas hacia 1804. Con motivo de las exequias de la Reina María Isabel de Braganza, y los padres de su esposo Fernando VII, el 3 de julio de 1819 el cabildo catedralicio le encomienda la fabricación de un catafalco con cuatro estatuas y dos escudos de España y Portugal, así como los retratos de los monarcas de dichos países. La obra iba adornada "con genios plateados de lágrimas y galoneado por todos los extremos y la corona con inclusión de los materiales correspondientes al arte.” 
En 1822, el artista Sosa realizaba trabajos para la cofradía de Altagracia, para la cual pintó un monumento por el que cobró 39 pesos y 6 reales. Joaquín Sosa aparece en los registros de Altagracia del año 1823, junto con su esposa Merced Medina, en el bautizo de su hija Felipa Santiaga.
El 19 de julio de 1824 el pintor Sosa forma la Corporación de Artes Liberales y Mecánicas que se organiza a petición de la Municipalidad de Caracas. Ese año era suplente del Maestro Mayor de la Pintura de la ciudad, el artista Juan Lovera.
Sosa fue el primero de los imagineros en ubicarse en un alto cargo. Tras la Independencia, fue llamado en 1839 por la Sociedad Económica Amigos del País para que ocupara el cargo de director en la primera institución de enseñanza artística, con carácter gratuito, creada en Caracas: la Escuela de Dibujo Esta escuela fue fundada el 22 de marzo de 1835. Además de ser director, impartía clases nocturnas de dibujo a los artesanos.
Todas sus obras conservadas pertenecen al género religioso. Se le adjudican tres obras actualmente: Los retratos de sor María Paula de la Paz García (1847) y de sor Juana Antonia de Santa Catalina de la Peña (1830), monjas trujillanas que fundaron el Convento dominico de la Inmaculada Concepción de Caracas hacia 1817. Ambas se encuentran en el Museo de Arte Colonial de Caracas Quinta de Anauco; y la tercera obra adjudicada es la Divina Pastora, que no posee fecha, adquirida por la Colección Patricia Phelps de Cisneros.
Alfredo Boulton señala la realización de estas obras hacia 1829, cuando muere la monja sor Juana Antonia de Santa Catalina de la Peña, y agrega: 
“Estas imágenes producen una extremada impresión de severidad que cumple cabalmente el propósito de reflejar la austeridad religiosa, así como el de perpetuar el recuerdo y la obra de aquellas mujeres que fueron testigos de primera línea de muy importantes acontecimientos. Sus trajes blancos, construidos con vigor y simplicidad de colorido, no nos permiten apartarnos de un cierto recuerdo zurbaranesco, dentro de la severidad ornamental en que están concebidas las imágenes y en especial la de sor Juana Antonia, hecha según se desprende de la tarja, después de 1829, a raíz del fallecimiento de la Priora de la Concepción”. 

## Colecciones
Museo de Arte Colonial Quinta de Anauco, Caracas 
- Retrato sor Juana Antonia de Santa Catalina de la Peña, 1830. Óleo sobre tela, 182 x 100 cm, Museo de Arte Colonial de Caracas Quinta de Anauco.

Inscripción en la pintura: "Sor Juana Anto. de Sta. Catalina de/  La Peña nació en el pueblo de Sta. Ana del Obispado de Mérida el/ día 2 de Mayo  1777 entró de Seglar en el Convento de Regina Angelo/rum de Religiosas Dominicas en la ciudad de Truxillo el año de 1790/ tomó el hábito de Novicia en el mismo convto. el día 2 de Febrero de 1.795 a/ los 17 años de edad: profesó en el de 1796 el 4 de febrero. El día 15 de/ Enero de 1810 por enfermedad de dos de las nombradas en Truxillo para /venir a la fundación, fue sustituida en lugar de una y vino en efecto / con la R. M. Priora Sor Manuela de San José Espinoza, y las otras sus/tituida por María Paula de la Paz García. Salieron de su convento/ el 15 de febrero del mismo año, y llegaron a esta ciu/ dad el 5 de Mayo al monasterio de las RR.MM Concepciones. Habiendo fallecido el 30 / de Junio de 1812 la otra R.M. Priora fue nombrada en su lugar por el Y.S.D.D Narciso Coll y Prat, dignísimo Arzobispo de esta Metrópoli p.r./  más de 25 de Junio de 1826. Verificando la fundación el 19 de Abril/ de 1817 desempeñó el encargo de priora hasta el 9 de junio de /1829 en que murió habiendo puesto grande esmero en plantar/ la observancia y encargando con particularidad a la Comuni/ dad en el largo tiempo de su enfermedad y en el de su muerte la paz y obediencia: circunstancias que hacían/ su carácter".
- Retrato de Sor María Paula de La Paz García, 1847. Óleo sobre tela,163 x 102 cm.Museo de Arte Colonial de Caracas Quinta de Anauco.

Inscripción en la pintura: "Sor María de la Paz García/ nació en el pueblo de Monay, Jurisdicción de la ciudad/ de Truxillo del obispado de Mérida el 25 de Ene./ de 1789. Entró de educanda en el Monasterio de Tru/ xillo en Agosto de 1802 a las 13 años de edad, resisti/endolo su hermano. Tomó el hábito de novicia en el mis/ mo Monasterio, el 18 de Abril de 1804 y el 28 del mismo mes del sigte. año hizo su profe. de velo negro. El /15 de enero de 1810 sustituyó pa Fund ra de este Monast. o de Ca/racas, a una de ls. nombradas por enfermedad de ésta, y quedó el/ecta con la R.M.P. Sor Manuela de S. n. José Espinosa y Sor Ju/ana Antonia de Sta. Catalina de la Peña. Salieron de su convento de Truxi/llo el 15 de Febrero del mismo año y llegaron a esta ciudad al Mon./ de R.R.M.M. Concepciones el 5 de Mayo siguiente pr auto de 25 de Juni/o de 1816 fue nombrada Subdra. pr el I. Sr. Dr. Dn. Narciso Coll y Prat en / virtud de haber fallecido la M. Espinoza  a qn sucedió en el Priorto / Sor Juana Antonia de la Peña. Se verificó la fundación de este Monas/o el 19 de Abril de 1817 por fallecimiento de Sor Juana Antonia acaecdo / en 9 de Junio de 1829. Fue nombrada Priora la Ra. Me Sor Ma. Paula de la / Paz por el I. Sr. Dr. Ramon Ignacio Méndez, en razón de que las Religiosas/ carecían entonces del derecho de elegir por su Constitucn. Gobn./ por eleccion unánime de la comunidad tres períodos más en diferentes/ épocas. Falleció el 19 de abril de 1847 antes de concluir el ul/timo período en el mismo día y a la misma hora, en / que el monasto. cumplía 30 años de su fundación; ex/sortando y encarecido a sus hijas Observancia, Re/ligiosa, Vida Común, Caridad, Unión, Paz, Paciencia de cuyas virtudes dejó sembrada su fun/dación a los 58 años de edad".